# Black Sands
Black Sands è il quarto album prodotto in studio del musicista e produttore britannico Bonobo. L'album è stato pubblicato nel marzo del 2010 dalla casa discografica Ninja Tune.

## Tracce
1. Prelude – 1:18
2. Kiara – 3:50
3. Kong – 3:58
4. Eyesdown – 5:26 – feat. Andreya Triana
5. El Toro – 3:44
6. We Could Forever – 4:20
7. 1009 – 4:30
8. All in Forms – 4:52
9. The Keeper – 4:49 – feat. Andreya Triana
10. Stay the Same – 4:45 – feat. Andreya Triana
11. Animals – 6:45
12. Black Sands – 6:49

## Curiosità
- La settima traccia dell'album, "1009", convertita in numeri romani, diventa "MIX".
- La copertina dell'album è una foto del Lago Derwent, situato nel nordovest dell'Inghilterra.